# Diario Hoy (Argentina)
Diario Hoy es un periódico argentino que se edita en la ciudad de La Plata, provincia de Buenos Aires.

## Historia
El diario Hoy en la noticia nació el 10 de diciembre de 1993, creado por la familia del Secretario General del Sindicato de Obreros y Empleados de la Educación y la Minoridad (SOEME), y dirigente gremial de la Confederación General del Trabajo, Antonio Balcedo, fallecido en 2012. Su mujer, Myriam Renee Chávez de Balcedo, conocida como Nené, fue su última directora. 
Su redacción y dirección se ubicaba en la calle 32 N.º 426. Su planta de impresión se encontraba ubicada en calle 508 esquina 24 del barrio Manuel B. Gonnet.

### Alcance
El 1º de junio de 2010, el diario Hoy se expande a las intendencias hermanas y comenzó a distribuirse de manera gratuita en: Berazategui, Quilmes, Brandsen, Magdalena, Ranchos, Bavio, Chascomús, Lezama, Gral. Conesa, Maipú, San Miguel del Monte, Las Flores, Gral. Guido, Dolores, Castelli, Gral. Belgrano, Gral. Lavalle y Mar de Ajó.
En 2018 el diario dejó de lado la distribución gratuita y pasó a costar 15 pesos. Su tirada alcanzaba los 60 mil ejemplares por día.

### Cierre
El 4 de enero de 2018 Marcelo Balcedo, que ostentaba el cargo de director del matutino, es detenido en Uruguay junto a su esposa Paola Fiege. Ante esta situación Myriam Renée Chávez de Balcedo vuelve a tomar la dirección y como primera medida reduce la planta periodística, dejando sin funciones a más de un centenar de profesionales, entre periodistas, fotógrafos, camarógrafos, editores, etc. 
En esta etapa el diario bajó su tirada, dejó su distribución gratuita y comenzó a cobrarse (paso de 10 a 15 pesos), algunos fines de semana no salía la edición impresa, entre otros ajustes perpetrados por su directora. [cita requerida]
En la mañana del 18 de octubre de 2018 Myriam Renée Chávez de Balcedo es detenida por orden del juez federal Ernesto Kreplak acusada de asociación ilícita, lavado y defraudación por 64 millones de pesos en el SOEME, el gremio que conducía su hijo, Marcelo Balcedo, preso desde enero de 2018. Más tarde el Juzgado Nro. 3 de La Plata le otorga la prisión domiciliaria y dispuso un embargo por 400 millones de pesos. Ante esta situación la directora del diario publicó una última tapa y editorial el día 2 de noviembre de 2018 con el título: "Juez Kreplak: No sea burro, las ideas no se matan".
Desde el 3 de noviembre de 2018 la edición impresa no salió más a la calle y la versión web fue el último día que estuvo actualizada. Desde el 4 de noviembre de 2018 la web también se dio de baja y actualmente se encuentra fuera de línea (offline).
Existe la versión de que este diario sufrió un acoso político-mediático-judicial, teniendo en cuenta que en reiteradas oportunidades el diario El Día contaba con información privilegiada sobre los sucesos que acontecerían luego tales como allanamientos u órdenes judiciales, evidenciando la connivencia entre el juez Ernesto Kreplak y los directivos del diario El Día.[cita requerida][cita requerida]

## Canillitas
Los canillitas que distribuían la edición impresa del matutino fueron despedidos por WhatsApp:
“Buenas a todos, paso a informarles que en el día de ayer sábado 3 de noviembre el diario cerró sus puertas. Lamentablemente y con todo el dolor tengo que decirles que la presión Judicial que se ejerció con saña contra este diario hace que se llegue a esta situación!!!! Cualquier otra novedad se las comunicaré!!! Desde ya agradezco el aguante que muchos de ustedes ha puesto para seguir bancando durante tantos años y en especial este último año que se complicó todo!!! Gracias y saludos (sic.)”

## Lema
El diario tuvo como lemas: “Reflejar la realidad tal cuál es”, "El derecho a informar y ser informados" y "El diario que rompió con el monopolio informativo”, en alusión a su condición de medio alternativo al tradicional diario platense El Día, que hasta 1993 fue el único diario de la ciudad de La Plata.